# Joan Sutherland
Dame Joan Sutherland (Sydney, 7 novembre 1926 – Les Avants, 10 ottobre 2010) è stata un soprano australiano.
Suprema virtuosa, è stata una delle più grandi protagoniste dell'opera nel Novecento. Pochi cantanti lirici hanno avuto una carriera prestigiosa e lunga (oltre quarant'anni) come la sua. Dotata di una voce di bellissimo timbro, di notevole volume e assai estesa (dal fa naturale sotto il rigo al fa diesis sovracuto), con sopracuti limpidi e penetranti, è stata capace di agilità perfette quanto spericolate. Attrice intelligente e misurata, nel genere tragico come nel comico, ha dato un contributo fondamentale al recupero della tecnica e della prassi esecutiva belcantistica (particolarmente nella sua accezione primo-ottocentesca), sviluppando in modo più specialistico e portando ai massimi esiti la "rivoluzione" stilistico-interpretativa avviata da Maria Callas. Molte delle sue interpretazioni, in buona parte consegnate ufficialmente al disco, sono considerate di riferimento. Per i melomani è La stupenda, Koloraturwunder e The Incomparable. Luciano Pavarotti, suo partner sul palcoscenico e in numerose incisioni discografiche, la definì "the voice of the century", la voce del secolo.

## Carriera

### Gli esordi
Soprano drammatico di coloratura, dopo aver studiato canto nella natia Australia, prima con la madre, poi privatamente con Aida Summers, ha debuttato a Sydney nel 1947 con un concerto di brani wagneriani. Ha poi cantato il ruolo del titolo nel Dido and Aeneas di Purcell, quindi il Sansone (Samson) di Händel e la Judith di Goossens.
La sua carriera europea ha inizio a Londra nel 1952 con l'interpretazione di Giorgetta nel Tabarro di Puccini al Royal College of Music e della Prima Dama nel Flauto magico di Mozart al Covent Garden Theatre. Sempre nel 1952, prima di affrontare la parte di Amelia nel Ballo in maschera di Verdi, si esibisce alla Royal Opera House in parti secondarie, tra cui la sacerdotessa nell'Aida verdiana (anche nel 1953 con la Callas) e Clotilde nella Norma di Bellini con Ebe Stignani e Maria Callas. Nel frattempo affronta vari ruoli minori, come la Soprintendente nella Elektra di Richard Strauss diretta da Erich Kleiber, Helmwige nella Walküre di Richard Wagner e Frasquita nella Carmen di Georges Bizet nel 1953 e Lady Rich nella Gloriana di Benjamin Britten nel 1954. Interpreta, quindi, Woglinde in Das Rheingold, l'Uccellino nel Sigfrido, Woglinde nel Crepuscolo degli dei e Agathe nel Freischütz di Weber e la Contessa nelle Nozze di Figaro mozartiane nel 1954, Aida nell'omonima opera verdiana. Debutta anche nei Contes d'Hoffmann di Offenbach, nel ruolo di Antonia nel 1957 e in quelli di Giulietta e Olympia nel 1955 (a Seattle, nel 1970, interpreterà tutte e quattro le parti femminili dell'opera).
A Londra interpreta anche Jennifer nella première di Midsummer Marriage di Tippett e Micaëla in Carmen nel 1955, Pamina nel Flauto magico nel 1956.
Eva nei Meistersinger von Nürnberg, Gilda nel Rigoletto, debutta anche nel ruolo di Antonia nei Contes d'Hoffmann di Offenbach e Desdemona (Otello di Verdi) sono i ruoli affrontati a Londra nel 1957, cui s'aggiunge Madame Herz dello Schauspieldirektor di Mozart al Festival di Glyndebourne.
Nel 1958 a Londra è Madame Lidoine nei Dialoghi delle Carmelitane di Poulenc e la Donna israelita nel Samson. Sempre nel 1957 è Emilia nella prima rappresentazione ridotta nel David Lewis Theatre di Liverpool de L'eremitaggio di Liverpool di Gaetano Donizetti. Nel 1958 inizia a esibirsi all'estero, interpretando a Vancouver Donna Anna nel Don Giovanni di Mozart.

### La svolta del 1959

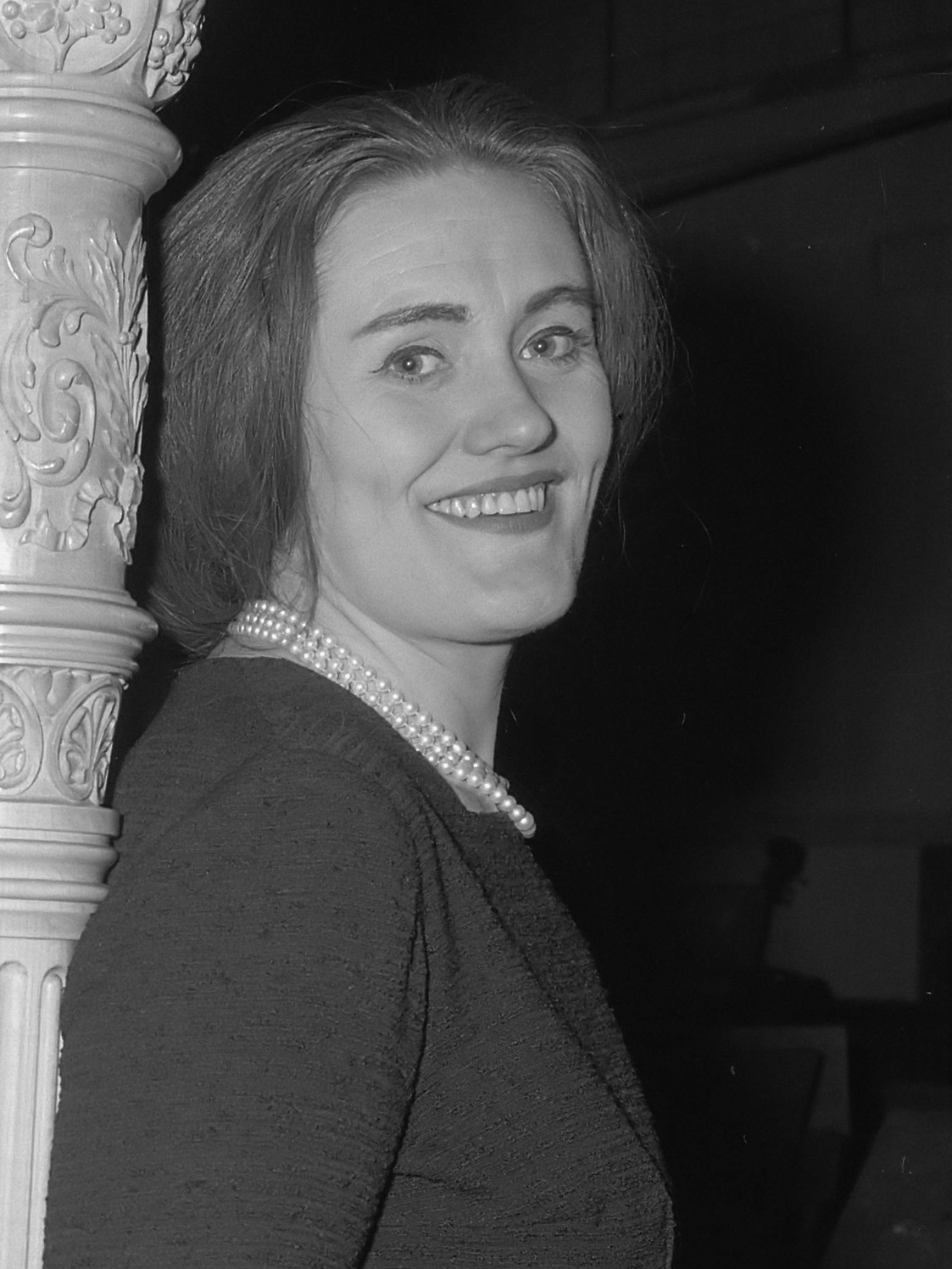
Joan Sutherland (1962)

La sua carriera ha una svolta decisiva nel febbraio 1959, quando canta Lucia di Lammermoor di Gaetano Donizetti a Londra, diretta da Tullio Serafin con la regia di Franco Zeffirelli. In una sola serata, grazie a un ruolo di coloratura drammatica che affronterà addirittura per un trentennio (fino alle recite di addio di Barcellona, nel 1988), la Stupenda diventa improvvisamente una star internazionale, guadagnandosi un contratto esclusivo con un'importante casa discografica londinese e iniziando a incidere numerosi recital (tra cui il capolavoro assoluto The Art of the Prima Donna del 1960 che vince il prestigioso premio Grammy) e quasi tutti i ruoli da quel momento affrontati in teatro. A Londra dopo Lucia di Lammermoor, interpreta Violetta Valéry ne La traviata di Verdi e Amina ne La sonnambula di Bellini nel 1960, Alcina (opera omonima di Händel) nel 1962, la Rodelinda di Händel.
La Sutherland s'impone quindi sulla scena internazionale riportando in auge molte parti sopranili create da Giulia Grisi e da altre grandi primedonne dell'Ottocento, allora affrontate sempre più raramente. Sempre nel 1959 è Donna Anna in Don Giovanni e Desdemona in Otello al Wiener Staatsoper. Nel 1960 è Lucie nella ripresa nel Théâtre de l'Opéra di Parigi di Lucie de Lammermoor, Alcina al Teatro La Fenice di Venezia ed Elvira ne I puritani al Glyndebourne Festival Opera. Nel 1961 debutta alla Scala di Milano riesumando la Beatrice di Tenda di Bellini; accanto a lei volle Marilyn Horne con cui, da allora, stabilì un sodalizio artistico di grande rilievo.  Nel ruolo di Lucia canta in Lucia di Lammermoor al Teatro La Fenice di Venezia, al San Francisco Opera si alterna con Anna Moffo e al Metropolitan Opera House di New York ed è Amina in La sonnambula di Bellini al Teatro La Fenice di Venezia con Ivo Vinco e Alfredo Kraus; nel Teatro alla Scala di Milano nello stesso anno è Lucia nella ripresa di Lucia di Lammermoor con Ettore Bastianini e nel 1964 con Piero Cappuccilli; l'anno dopo, ancora a Milano, è Amina ne La sonnambula con Ivo Vinco e Alfredo Kraus, Margherita di Valois in Les Huguenots di Meyerbeer, con Franco Corelli, Giulietta Simionato, Nicolai Ghiaurov e Fiorenza Cossotto e Semiramide di Rossini con la Simionato. Nello stesso 1962 è la Regina della Notte nel Flauto magico diretta da Otto Klemperer al Covent Garden, e l'anno dopo Cleopatra nel Giulio Cesare di Händel. Nel 1963 è Amina in La sonnambula e Violetta ne La traviata al Metropolitan Opera House.

### DaNormaadHamlet
Dopo aver collaborato con molti dei maggiori direttori d'orchestra del tempo, dal 1963 Joan Sutherland lavora quasi esclusivamente con suo marito, il direttore, musicologo e filologo Richard Bonynge, pieno corresponsabile delle scelte della sua carriera. È lui a sconsigliarle di usurare la voce con ruoli troppo drammatici e pesanti, che la Sutherland ha difatti saggiamente evitato, ed è lui che ne ha scoperta e sponsorizzata la prodigiosa vocazione belcantistica. Insieme debuttano Norma a Vancouver nel 1963: la sacerdotessa dei druidi è un ruolo che la Stupenda ha interpretato, stabilendo un record, per un quarto di secolo. Nello stesso anno diretta da Bonynge è Elvira nella prima rappresentazione al Metropolitan Opera House di Filadelfia di I puritani di Vincenzo Bellini e Amina in La sonnambula al San Francisco Opera. Sempre con il consorte è Violetta in La traviata a San Francisco ed Elvira in I puritani a Londra nel 1964. Nello stesso anno è Lucia in Lucia di Lammermoor con Piero Cappuccilli, diretta da Nino Sanzogno alla Scala.
Seguono nel 1965 la Lucia nella ripresa al Dade County Auditorium di Miami di "Lucia di Lammermoor" con Luciano Pavarotti, il Faust di Gounod a Filadelfia, alla Scala nel 1966 è Donna Anna in Don Giovanni con Nicolai Ghiaurov, Luigi Alva e Mirella Freni diretta da Lorin Maazel, a Londra nel 1966 e nel 1967 Marie in La fille du régiment con Luciano Pavarotti e Norma con Marilyn Horne nel 1967, sempre nel 1967 Lakmé di Delibes a Seattle ed Orfeo ed Euridice di Haydn a Vienna e al Edinburgh Festival Opera. E ancora: debutta in Maria Stuarda (San Francisco, 1971), Lucrezia Borgia (Vancouver, 1972), debutta il ruolo di Rosalinda in Die Fledermaus di Strauß ed Esclarmonde di Massenet (San Francisco, rispettivamente 1973 e 1974), debutta il ruolo di Leonora ne Il trovatore (San Francisco, 1975) con Luciano Pavarotti e La vedova allegra (Vancouver, 1976), Suor Angelica di Puccini e Le roi de Lahore di Massenet (rispettivamente a Sydney e Vancouver, 1977), Idomeneo di Mozart e I masnadieri di Verdi (Sydney, rispettivamente 1979 e 1980). 
A San Diego, nel 1983 ha debuttato in Adriana Lecouvreur di Cilea diretta da Bonynge e nel 1984, a Toronto, in Anna Bolena di Donizetti. Il suo ultimo debutto è Ophélie in Hamlet di Thomas (Toronto, 1985).
La Sutherland ha salvato dall'oblio non soltanto molte opere del primo Ottocento italiano, ma anche diversi titoli del repertorio francese.
Al San Francisco Opera, sempre diretta dal marito, è Elvira ne I puritani con Alfredo Kraus nel 1966 e successivamente oltre ai sopra citati debutti è Norma nel 1972 e nel 1982 con Marilyn Horne, Anna Glawari in Die lustige Witwe nel 1981 ed infine Anna Bolena nel 1984.
Al Met è Donna Anna in Don Giovanni con Cesare Siepi e Alfredo Kraus diretta da Karl Böhm nel 1967 e diretta dal marito Norma nell'opera omonima con Carlo Bergonzi e Marilyn Horne nel 1970, Marie ne La fille du régiment con Luciano Pavarotti e Gilda in Rigoletto con Pavarotti nel 1972, Olympia, Giulietta, Antonia e Stella in Les contes d'Hoffmann con Plácido Domingo nel 1973, Elvira ne I puritani con Pavarotti, Esclarmonde nella première dell'opera omonima di Jules Massenet nel 1976 e Leonora ne Il trovatore con Pavarotti e Leo Nucci nel 1987.
Complessivamente il soprano partecipò a duecentoventitré rappresentazioni al Metropolitan fino al 1989 terminando con il "Sutherland - Bonynge Concert".
Al San Diego Opera debutta nel 1974 come Lucia di Lammermoor diretta da Bonynge, nel 1975 tiene un concerto con Huguette Tourangeau, nel 1980 Rosalinda in Die Fledermaus diretta da Bonynge con Beverly Sills, Regina Resnik e Giuseppe Campora, nel 1984 Amalia ne I masnadieri diretta da Bonynge con Antonio Salvadori e nel 1987 tiene un recital.
Nel 1975 è Lucia nella ripresa nel Civic Opera House di Chicago di "Lucia di Lammermoor" con Luciano Pavarotti diretta da Richard Bonynge. Durante la sua carriera la Sutherland ha interpretato questo ruolo per ben 233 volte, l'ultima delle quali nel 1988 al Gran Teatre del Liceu di Barcellona con Alfredo Kraus (direttore Richard Bonynge, regia Vittorio Patanè, scene Pierluigi Piantanida), evento ripreso in diretta dalla TVE televisione nazionale spagnola.
Al Royal Opera House è Maria Stuarda nel 1977, Lucrezia Borgia nel 1980, Leonora ne Il trovatore nel 1981, Esclarmonde nel 1983 (con Ernesto Veronelli nel ruolo di Roland) e infine Anna Bolena nel 1988.
Complessivamente la Sutherland partecipa a novantacinque rappresentazioni del Covent Garden.
Al culmine del successo internazionale, si è ritirata dalle scene nel 1990 (a Sidney, nel ruolo di Margherita di Valois in Gli ugonotti (Les Huguenots), a sessantaquattro anni, dopo quarantatré anni di carriera e circa sessanta ruoli interpretati.
Pochi di essi sono stati da lei affrontati solo in sala di registrazione; tra questi la protagonista della Turandot di Puccini, Adina nell'Elisir d'amore, Ah-Joe nell'Oracolo di Leoni e Athalia di Händel.
Ha lasciato documenti rilevanti anche per la musica sacra, tra l'altro eseguendo il Messiah e il Sansone di Händel, il Requiem di Verdi e alcune composizioni di Johann Sebastian Bach. Ha inoltre cantato e inciso il quarto movimento della Nona sinfonia di Ludwig van Beethoven.
Ha avuto anche il merito, insieme al marito, di aver contribuito al lancio di Luciano Pavarotti sulla scena internazionale. Il tenore affermò in più occasioni di aver compiutamente rifinito la tecnica di respirazione e appoggio del suono grazie a suoi insegnamenti, divenendone il partner privilegiato per molti anni.
Nel 1978 la regina Elisabetta II le conferì il titolo di dama dell'impero britannico (Dame - Commander of the British Empire).

### Ultimi anni e morte

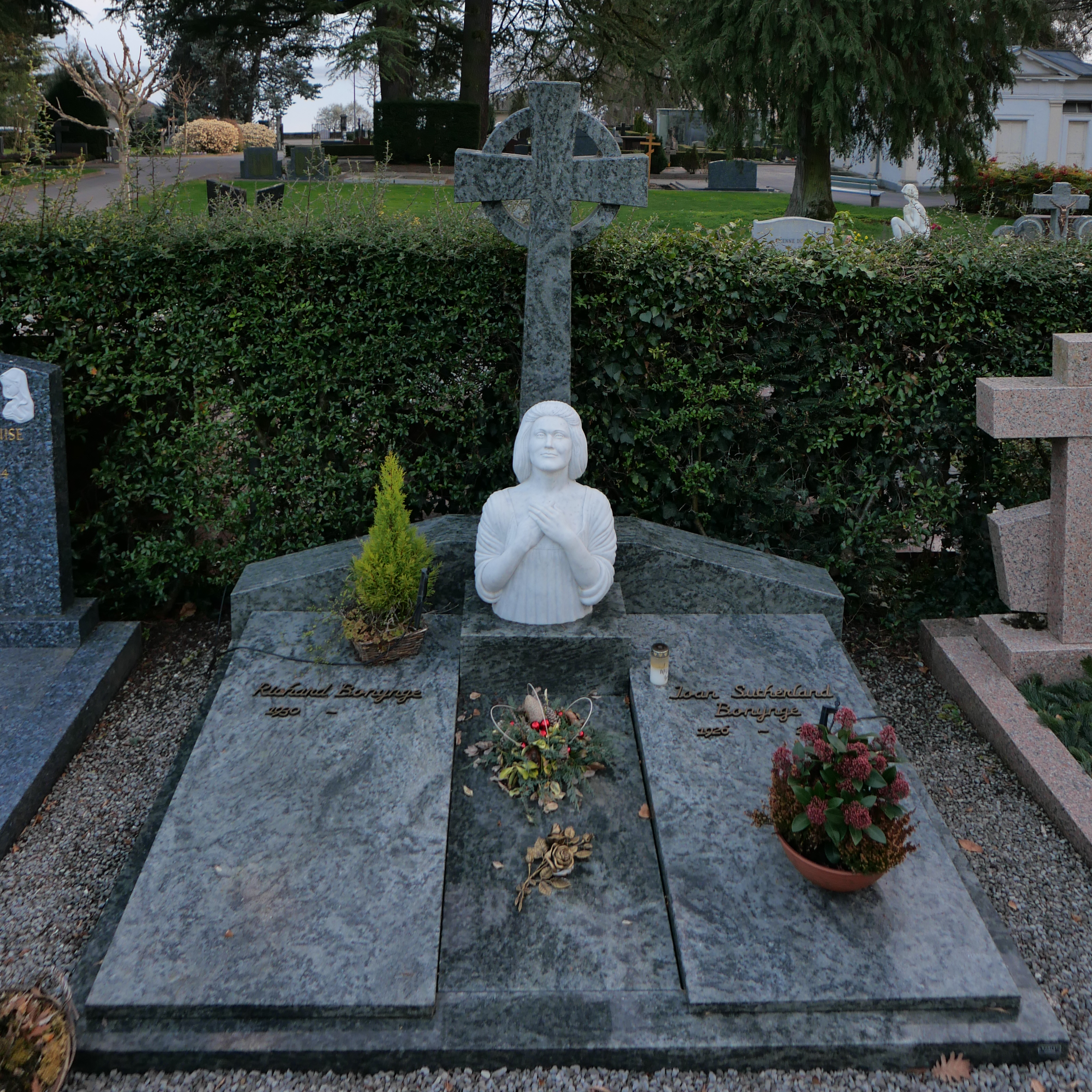
La tomba nel 2024.

Nel 1999 e nel 2004, è stata la Presidente della commissione giudicatrice del Concorso "Comunità Europea" per Giovani Cantanti Lirici, organizzato annualmente dal  Teatro lirico sperimentale "A.Belli" di Spoleto.
Il 22 maggio 2007 (anno del Centenario della nascita del soprano Lina Pagliughi), al Teatro Comunale di Bologna, le viene assegnato il premio alla carriera "La Siòla d'Oro".
Joan Sutherland è deceduta nelle prime ore di domenica 10 ottobre 2010 nella sua casa a Les Avants, nei pressi di Montreux; da tempo malata di cuore, le sue condizioni di salute erano peggiorate dopo una caduta nel luglio 2008 che le aveva procurato la frattura di entrambe le gambe.
Sutherland fu sepolta nel cimitero di Clarens VD. Accanto alla sua tomba c'è la futura dimora definitiva del suo vedovo.

## Repertorio operistico
| Ruolo                            | Titolo                         | Autore           |
| -------------------------------- | ------------------------------ | ---------------- |
| Amina                            | La sonnambula                  | Bellini          |
| Clotilde Norma                   | Norma                          | Bellini          |
| Beatrice di Tenda                | Beatrice di Tenda              | Bellini          |
| Elvira                           | I puritani                     | Bellini          |
| Frasquita Micaela                | Carmen                         | Bizet            |
| Ernesto                          | Griselda                       | Bononcini        |
| Lady Penelope Rich               | Gloriana                       | Britten          |
| Adriana Lecouvreur               | Adriana Lecouvreur             | Cilea            |
| Lakmé                            | Lakmé                          | Delibes          |
| Emilia                           | L'eremitaggio di Liverpool     | Donizetti        |
| Anna Bolena                      | Anna Bolena                    | Donizetti        |
| Adina                            | L'elisir d'amore               | Donizetti        |
| Lucrezia Borgia                  | Lucrezia Borgia                | Donizetti        |
| Lucia Ashton                     | Lucia di Lammermoor            | Donizetti        |
| Maria Stuarda                    | Maria Stuarda                  | Donizetti        |
| Marie                            | La fille du régiment           | Donizetti        |
| Judith                           | Judith                         | Goossens         |
| Marguerite                       | Faust                          | Gounod           |
| Eupaforice                       | Montezuma                      | Graun            |
| Galatea                          | Acis and Galatea               | Händel           |
| Cleopatra                        | Giulio Cesare in Egitto        | Händel           |
| Rodelinda                        | Rodelinda                      | Händel           |
| Athalia                          | Athalia                        | Händel           |
| Alcina                           | Alcina                         | Händel           |
| Dalila                           | Samson                         | Händel           |
| Euridice                         | L'anima del filosofo           | Haydn            |
| Hanna Glawari                    | Die lustige Witwe              | Lehár            |
| Ah-Joe                           | L'oracolo                      | Leoni            |
| Sita                             | Le roi de Lahore               | Massenet         |
| Esclarmonde                      | Esclarmonde                    | Massenet         |
| Marguerite de Valois             | Les Huguenots                  | Meyerbeer        |
| Elettra                          | Idomeneo re di Creta           | Mozart           |
| Madame Herz                      | Der Schauspieldirektor         | Mozart           |
| Contessa d'Almaviva              | Le nozze di Figaro             | Mozart           |
| Donna Anna                       | Don Giovanni                   | Mozart           |
| Königin der Nacht Prima dama     | Die Zauberflöte                | Mozart           |
| Vitellia                         | La clemenza di Tito            | Mozart           |
| Antonia Giulietta Olympia Stella | Les contes d'Hoffmann          | Offenbach        |
| Madame Lidoine                   | Dialogues des Carmelites       | Poulenc          |
| Giorgetta                        | Il tabarro                     | Puccini          |
| Suor Angelica                    | Suor Angelica                  | Puccini          |
| Turandot                         | Turandot                       | Puccini          |
| Dido                             | Dido and Æneas                 | Purcell          |
| Semiramide                       | Semiramide                     | Rossini          |
| Laodice                          | Mitridate Eupatore             | Scarlatti        |
| Rosalinde                        | Die Fledermaus                 | Strauss, Johann  |
| Die funfte Magd                  | Elektra                        | Strauss, Richard |
| Jennifer                         | The Midsummer Marriage         | Tippett          |
| Ophélie                          | Hamlet                         | Thomas           |
| Elvira                           | Ernani                         | Verdi            |
| Amalia                           | I masnadieri                   | Verdi            |
| Gilda                            | Rigoletto                      | Verdi            |
| Leonora                          | Il trovatore                   | Verdi            |
| Violetta Valery                  | La traviata                    | Verdi            |
| Amelia                           | Un ballo in maschera           | Verdi            |
| Aida Sacerdotessa                | Aida                           | Verdi            |
| Desdemona                        | Otello                         | Verdi            |
| Woglinde                         | Das Rheingold                  | Wagner           |
| Helmwige                         | Die Walküre                    | Wagner           |
| Waldvögel                        | Siegfried                      | Wagner           |
| Woglinde                         | Götterdämmerung                | Wagner           |
| Eva                              | Die Meistersinger von Nürnberg | Wagner           |
| Agathe                           | Der Freischütz                 | Weber            |
| Euryanthe                        | Euryanthe                      | Weber            |

## Incisioni in studio
La Sutherland è stata legata per oltre 30 anni alla DECCA con oltre 40 incisioni di 33 diverse opere oltre a selezioni, antologie di rarità barocca e selezioni tratte dalle operette.

### Opere complete
| Anno | Titolo Ruolo                                              | Cast                                                    | Direttore           | Etichetta/Note             |
| ---- | --------------------------------------------------------- | ------------------------------------------------------- | ------------------- | -------------------------- |
| 1959 | Don Giovanni Donna Anna                                   | Eberhard Wächter, Elisabeth Schwarzkopf, Luigi Alva     | Carlo Maria Giulini | EMI                        |
|      | Acis and Galatea Galatea                                  | Peter Pears, Owen Brannigan                             | Adrian Boult        | Chandos                    |
| 1961 | Lucia di Lammermoor Miss Lucia Ashton                     | Renato Cioni, Robert Merrill, Cesare Siepi              | John Pritchard      | Decca                      |
|      | Rigoletto Gilda                                           | Cornell MacNeil, Renato Cioni, Cesare Siepi             | Nino Sanzogno       | Decca                      |
| 1962 | La traviata Violetta Valery                               | Carlo Bergonzi, Robert Merrill                          | John Pritchard      | Decca                      |
|      | La sonnambula Amina                                       | Nicola Monti, Fernando Corena                           | Richard Bonynge     | Decca                      |
|      | Alcina                                                    | Teresa Berganza, Monica Sinclair, Mirella Freni         | Richard Bonynge     | Decca                      |
|      | Siegfried Uccellino del bosco                             | Birgit Nilsson, Gerhard Stolze, Hans Hotter             | Georg Solti         | Decca                      |
| 1963 | I puritani Elvira                                         | Pierre Duval, Renato Capecchi, Ezio Flagello            | Richard Bonynge     | Decca                      |
|      | Carmen Micaela                                            | Regina Resnik, Mario del Monaco, Tom Krause             | Thomas Schippers    | Decca                      |
| 1964 | Norma                                                     | Marilyn Horne, John Alexander, Richard Cross            | Richard Bonynge     | RCA-Decca                  |
| 1966 | Semiramide                                                | Marilyn Horne, Joseph Rouleau, John Serge               | Richard Bonynge     | Decca                      |
|      | Beatrice di Tenda                                         | Luciano Pavarotti, Josephine Veasey, Cornelius Opthof   | Richard Bonynge     | Decca                      |
|      | Faust Marguerite                                          | Franco Corelli, Nicolai Ghiaurov, Robert Massard        | Richard Bonynge     | Decca                      |
| 1967 | Lakmé                                                     | Gabriel Bacquier, Alain Vanzo, Jane Berbié              | Richard Bonynge     | Decca                      |
|      | La fille du regiment Marie                                | Luciano Pavarotti, Spiro Malas, Monica Sinclair         | Richard Bonynge     | Decca                      |
| 1968 | Don Giovanni Donna Anna                                   | Gabriel Bacquier, Pilar Lorengar, Marilyn Horne         | Richard Bonynge     | Decca                      |
| 1969 | Les Huguenots Marguerite de Valois                        | Martina Arroyo, Huguette Tourangeau, Anastasios Vrenios | Richard Bonynge     | Decca                      |
| 1970 | L'elisir d'amore Adina                                    | Luciano Pavarotti, Spiro Malas, Dominic Cossa           | Richard Bonynge     | Decca                      |
| 1971 | Lucia di Lammermoor Miss Lucia Ashton                     | Luciano Pavarotti, Sherrill Milnes, Nicolai Ghiaurov    | Richard Bonynge     | Decca                      |
|      | Rigoletto Gilda                                           | Luciano Pavarotti, Sherrill Milnes, Martti Talvela      | Richard Bonynge     | Decca                      |
| 1972 | Turandot                                                  | Luciano Pavarotti, Montserrat Caballé, Nicolai Ghiaurov | Zubin Mehta         | Decca                      |
|      | Les Contes d'Hoffmann Olympia, Giulietta, Antonia, Stella | Plácido Domingo, Gabriel Bacquier, Huguette Tourangeau  | Richard Bonynge     | Decca/Grand Prix du Disque |
| 1973 | I puritani Elvira                                         | Luciano Pavarotti, Piero Cappuccilli, Nicolai Ghiaurov  | Richard Bonynge     | Decca                      |
| 1974 | Maria Stuarda                                             | Luciano Pavarotti, Huguette Tourangeau, Roger Soyer     | Richard Bonynge     | Decca                      |
| 1975 | Esclarmonde                                               | Giacomo Aragall, Hugette Tourangeau, Clifford Grant     | Richard Bonynge     | Decca                      |
|      | L'oracolo Ah-Joe                                          | Tito Gobbi, Huguette Tourangeau, Ryland Davies          | Richard Bonynge     | Decca                      |
| 1976 | Il trovatore Leonora                                      | Luciano Pavarotti, Marilyn Horne, Ingvar Wixell         | Richard Bonynge     | Decca                      |
| 1977 | Lucrezia Borgia                                           | Giacomo Aragall, Marilyn Horne, Ingvar Wixell           | Richard Bonynge     | Decca                      |
| 1978 | Suor Angelica                                             | Christa Ludwig                                          | Richard Bonynge     | Decca                      |
| 1979 | Le Roi de Lahore Sita                                     | Sherrill Milnes, Luis Lima, Nicolai Ghiaurov            | Richard Bonynge     | Decca                      |
|      | La traviata Violetta Valery                               | Luciano Pavarotti, Matteo Manuguerra                    | Richard Bonynge     | Decca                      |
| 1980 | La sonnambula Amina                                       | Luciano Pavarotti, Nicolai Ghiaurov                     | Richard Bonynge     | Decca                      |
| 1981 | The Beggar's Opera Lucy Lockit                            | Angela Lansbury, Kiri Te Kanawa                         | Richard Bonynge     | Decca                      |
| 1982 | I masnadieri Amalia                                       | Franco Bonisolli, Samuel Ramey, Matteo Manuguerra       | Richard Bonynge     | Decca                      |
| 1983 | Hamlet Ophelie                                            | Sherrill Milnes, Gösta Winbergh, James Morris           | Richard Bonynge     | Decca                      |
| 1984 | Norma                                                     | Luciano Pavarotti, Montserrat Caballé, Samuel Ramey     | Richard Bonynge     | Decca                      |
| 1985 | Athalia                                                   | Emma Kirkby, James Bowman                               | Christopher Hogwood | Decca                      |
| 1986 | Rodelinda                                                 | Alicia Nafé, Huguette Tourangeau, Samuel Ramey          | Richard Bonynge     | Decca                      |
| 1987 | Anna Bolena                                               | Samuel Ramey, Susanne Mentzer, Jerry Hadley             | Richard Bonynge     | Decca                      |
|      | Ernani Elvira                                             | Luciano Pavarotti, Leo Nucci, Paata Burchuladze         | Richard Bonynge     | Decca                      |
| 1988 | Adriana Lecouvreur                                        | Carlo Bergonzi, Leo Nucci, Cleopatra Ciurca             | Richard Bonynge     | Decca                      |

### Recital
L'album The Art of The Prima Donna (Molinari-Pradelli/Cov. Garden, 1960 Decca), le valse l'Edison Award oltre al Grammy Award come migliore interprete classica dell'anno (1961).
L'album Live From Lincoln Center - Sutherland/Horne/Pavarotti vinse il Grammy Award for Best Classical Vocal Solo 1982.
| Anno | Titolo                                  | Brani | Cast                                                                                  | Direttore                    | Etichetta |
| ---- | --------------------------------------- | --- | ------------------------------------------------------------------------------------- | ---------------------------- | --------- |
| 1959 | Operatic Arias                          | Arie da opere di Verdi, Donizetti                                                                               | Joan Sutherland                                                                       | Nello Santi                  | Decca     |
| 1960 | The Art of the Prima Donna              | Arie da opere di Arne, Handel, Bellini, Gounod, Rossini, Verdi, Thomas, Meyerbeer                               | Joan Sutherland, Orchestra of the Royal Opera House, Covent Garden                    | Francesco Molinari Pradelli  | Decca     |
| 1962 | Command Performance                     | Arie da opere di Weber, Massenet, Meyerbeer, Leoncavallo, Verdi, Rossini, Bellini                               | Joan Sutherland                                                                       | Richard Bonynge              | Decca     |
| 1963 | The Age of Belcanto                     | Arie da opere di Piccinni, Handel, Shield, Mozart, Boieldieu, Rossini, Weber, Bellini, Donizetti, Verdi, Arditi | Joan Sutherland, Marilyn Horne, Richard Conrad                                        | Richard Bonynge              | Decca     |
| 1966 | Love live forever                       | Brani da operette e musical                                                                                     | Joan Sutherland                                                                       | Richard Bonynge              | Decca     |
|      | Sutherland sings Coward                 | Romanze di Coward                                                                                               | Joan Sutherland                                                                       | Richard Bonynge              | Decca     |
| 1969 | Romantic French Arias                   | Arie da opere di Offenbach, Meyerbeer, Charpentier, Auber, Bizet, Massenet, Gounod, Lecocq, Massè               | Joan Sutherland                                                                       | Richard Bonynge              | Decca     |
| 1976 | Operatic duets                          | Duetti da opere di Verdi, Bellini, Donizetti                                                                    | Joan Sutherland, Luciano Pavarotti                                                    | Richard Bonynge              | Decca     |
| 1978 | Sutherland sings Wagner                 | Arie dalle opere di Wagner                                                                                      | Joan Sutherland                                                                       | Richard Bonynge              | Decca     |
|      | Le nozze di Figaro arias                | Arie da Le nozze di Figaro di Mozart                                                                            | Joan Sutherland                                                                       | Richard Bonynge              | Decca     |
| 1981 | Serate Musicali                         | Arie di Rossini, Donizetti, Respighi, Bellini, Verdi, Ponchielli ecc.                                           | Joan Sutherland                                                                       | Richard Bonynge (pianoforte) | Decca     |
| 1981 | Live from Lincoln Center                | Arie di Rossini, Donizetti, Respighi, Bellini, Verdi, Ponchielli ecc.                                           | Dame Joan Sutherland, Luciano Pavarotti, Marilyn Horne, New York City Opera Orchestra | Richard Bonynge              | Decca     |
| 1983 | Belcanto Arias                          | Arie da opere di Rossini, Verdi, Bellini, Donizetti, Meyerbeer                                                  | Joan Sutherland                                                                       | Richard Bonynge              | Decca     |
| 1987 | Talking Pictures. Songs from the movies | Canzoni da film                                                                                                 | Joan Sutherland                                                                       | Richard Bonynge              | Decca     |
| 1990 | Romantic Trios                          | Arie di Denza, Panseronm Kreutzer, Nicolai, Proch ecc.                                                          | Joan Sutherland, Barry Tuckwell (corno)                                               | Richard Bonynge (pianoforte) | Decca     |

### Varie
- Haendel, Messia (completo)- Boult/Sutherland/Bumbry/Ward, Decca
- Verdi, Messa da requiem - Solti/Pavarotti/Sutherland, 1967 Decca

## DVD & BLU-RAY parziale
- Donizetti, Lucia di Lammermoor - Bonynge/Sutherland/Kraus, 1982 Deutsche Grammophon